# Marchia Północna

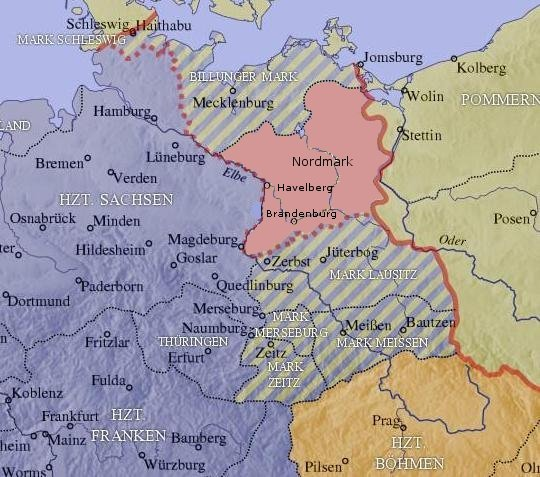
Marchia Północna w latach 965–983

Marchia Północna ok. 1000 roku

Marchia Północna (niem. Nordmark) – marchia powstała po podziale Marchii Wschodniej dokonanym w 966 roku przez cesarza Ottona I i obejmowała północną jej część. Jej pierwszym margrabią został Dytryk, ojciec drugiej żony Mieszka I. W 1134 cesarz Lotar III nadał ją w lenno Albrechtowi Niedźwiedziowi. Pierwszą zdobyczą Marchii na prawym brzegu Łaby stała się Ziemia Przegnica (Prignitz). Po śmierci władcy Stodoran Przybysława Henryka w roku 1150, Albrecht Niedźwiedź przyłączył na stałe ten obszar do swego państwa. Od tej pory nazwa słowiańskiej Brenny została zmieniona na Brandenburg, stając się ośrodkiem marchii askańskiej. Około 1157 roku z ziem Marchii Północnej i podbitych ziem słowiańskich utworzył Marchię Brandenburską. W jej granicach pierwotne terytorium Marchii Północnej nazwano Starą Marchią.

## Literatura
- "Historia Pomorza", Opracowanie zbiorowe pod redakcją Gerarda Labudy, Tom I, część II, Wydawnictwo Poznańskie, Poznań 1969, str. 65 i 66.